# Allan Kimbaloula
Allan-Axel Kimbaloula (ur. 1 stycznia 1992 w Tourcoing) – urodzony we Francji kongijski piłkarz, grający na pozycji pomocnika.

## Kariera klubowa
Kimbaloula zanim trafił do Estonii występował w rezerwach francuskiego klubu Lille OSC. Na początku 2013 roku podpisał umowę z estońskim Nõmme Kalju. W lutym 2013 roku był testowany przez Śląsk Wrocław, jednak swoją grą nie przekonał włodarzy wrocławskiego klubu.

## Kariera reprezentacyjna
Kimbaloula mógł wybrać reprezentację, w której będzie występował. Urodził się we Francji, jego ojciec jest Kongijczykiem, zaś matka pochodzi z Kamerunu. W reprezentacji Konga zadebiutował 17 maja 2014 roku w meczu eliminacji Pucharu Narodów Afryki przeciwko Namibii.